# Robocop (seriál)
Robocop (v anglickém originále RoboCop) je kanadský akční televizní seriál, vzniklý jako volné pokračování stejnojmenného celovečerního filmu. Vysílán byl v roce 1994 na stanici CTV, celkově vzniklo 23 dílů. V Česku byl seriál vysílán od 27. listopadu 1996 do 13. února 1997 na TV Nova.
Seriál sice navazuje na film Robocop (1987), ignoruje však události dalších dvou snímků RoboCop 2 (1990) a RoboCop 3 (1993).

## Příběh
Detroitský policista Alex Murphy byl při zásahu před několika lety postřelen a prohlášen za mrtvého, jeho tělo ale bylo předáno kybernetické instituci, která z něj vytvořila policistu-kyborga pojmenovaného Robocop (v originále RoboCop). Ten je poté v Detroitu 21. století důležitým prvkem bezpečností, který ve službě bojuje se zločinem. Zároveň jej ale pronásledují vzpomínky na jeho dřívější život coby člověka.

## Obsazení
- Richard Eden jako důstojník Alex Murphy / Robocop (v originále RoboCop)
- Yvette Nipar jako detektiv Lisa Madiganová
- Blu Mankuma jako seržant Stanley Parks
- Andrea Roth jako Diana Powersová / Neuromozek (v originále NeuroBrain)
- David Gardner jako předseda OCP
- Sarah Campbell jako Gertrude „Gadget“ Modestová